# Liste von Persönlichkeiten der Stadt Norden
Die Liste von Persönlichkeiten der Stadt Norden enthält in alphabetischer Reihenfolge Personen, die wichtig für Norden und dessen Stadtgeschichte sind, die also hier maßgeblich gewirkt haben oder deren Person eng mit der Stadt verbunden wird.

## A
- Gesine Agena (* 1987), Politikerin und Sprecherin der Grünen Jugend

## B
- Ralf Beckmann (* 1946), ehemaliger Bundestrainer Schwimmen
- Onno Behrends (1862–1920), war ein ostfriesischer Teefabrikant
- Adolf Christian Gerhard Bojunga (1815–1868), Schulmann, Mitglied der Zweiten Kammer der Ständeversammlung des Königreichs Hannover
- Jan von Brevern (* 1975), Kunsthistoriker und Autor
- Hans-Hermann Briese (* 1940), Arzt und niederdeutscher Autor
- Jörg Buchna (* 1945), Pastor und Schriftsteller
- Enno Burmeister (1929–2017), Architekt, Denkmalpfleger und Hochschullehrer sowie Stadtheimatpfleger in München

## C
- Gerhard Canzler (1929–2011), deutscher Heimatforscher in Ostfriesland
- Peter Friedrich Conerus (1767–1861), war Bürgermeister der Stadt Norden
- Hermann Conring (1606–1681), deutscher Arzt und Politiker
- Johann Cramer (1905–1987), deutscher Politiker (SPD), MdB
- Reinhard Diedrich Cremer (1821–1884), Kaufmann und Politiker
- Ufke Cremer (1887–1958), früherer Lehrer in Norden, Autor des ersten Standardwerks zur Norder Stadtgeschichte (1955)

## D
- Jan Davidoff (* 1976), Maler
- Johannes Deknatel (1698–1759), bekannter mennonitischer Theologe des 18. Jahrhunderts
- Heinrich Detmers (1919–1999), Adjutant des Lagerkommandanten in den Konzentrationslagern Dachau und Dora-Mittelbau
- Johann Diepenbrock (1854–1901), Orgelbauer in Ostfriesland
- Hans Dittmer (1893–1959), Theologe und Schriftsteller
- Jan ten Doornkaat Koolman (1773–1851), Unternehmer und Begründer der Firma Doornkaat
- Jan ten Doornkaat Koolman (1815–1889), Sohn von Jan ten Doornkaat Koolman, Unternehmer, Pomologe und Mitglied des deutschen Reichstags
- Arend Dreesen (1883–1928), plattdeutscher Dichter
- Willrath Dreesen (1878–1950), war ein deutscher Schriftsteller und Politiker
- Herbert Dunkel (1906–1966), war ein Künstler und Kunsterzieher in Ostfriesland

## E
- Edzard I. (1462–1528), auch genannt „Edzard der Große, Graf von Ostfriesland“
- Edzard Ferdinand (1636–1668), Graf von Norden
- Ubbo Emmius (1547–1625), Theologe, Historiker und Gründer der Universität Groningen
- Gustav Engelkes (1905–1973), Schriftsteller
- Heiko Engelkes (1933–2008), Journalist, Paris-Korrespondent der ARD
- Hulderich von Eyben, eigentlich Ulrich von Eyben (1629–1699), Jurist und Hochschullehrer an den Universitäten Gießen und Helmstedt
- Florian Eiben (* 1982), deutscher Politiker (SPD) und Bürgermeister der Stadt Norden

## F
- Jan Fastenau (1880–1945), Kunsthistoriker
- Jan Fegter (* 1969), Handballspieler
- Popke Fegter (1874–1946), Eigentümer der Norder Eisenhütte und Direktor des Entwässerungsverbandes
- Karsten Fischer (* 1984), Fußballspieler beim Goslarer SC 08
- Friedrich-Wilhelm Fleischer (1890–1952), deutscher Marineoffizier und Admiral
- Hans Forster (* 1956), deutscher Politiker (SPD), MdB von 1998 bis 2002 und 2005
- Wilhelm von Freeden (1822–1894), deutscher Mathematiker, Naturwissenschaftler und Ozeanograph und Gründer der Norddeutschen Seewarte
- Recha Freier (1892–1984), Schriftstellerin, Trägerin des Israelischen Staatspreises
- Ernst Frenzel (1904–1978), NSDAP-Politiker und SA-Führer

## G
- Rudolf Garrels (1675–1750), deutscher Orgelbauer, der vorwiegend in den Niederlanden wirkte
- Fritz Gautier (1950–2017), deutscher Politiker (SPD)
- Wilhelm Gnapheus (1493–1568), Humanist, reformierter protestantischer Gelehrter, Bürgermeister von Norden
- Lina Gödeken (1926–2008), erforschte die jüdische Geschichte
- Bettina Göschl (* 1967), Kinderliedermacherin und Kinderbuchautorin
- Josef Gossel (1852–1932), Rabbiner und Schriftsteller
- Walter Großmann, Geodät (1897–1980), Direktor des Geodätischen Instituts der Technischen Universität in Hannover
- Georg Carl Grundmann (1828–1896), Kirchenmusiker und Komponist, studierte in Leipzig bei Felix Mendelssohn Bartholdy und Robert Schumann, nach Tätigkeiten in Oldenburg i. O. und Leer wirkte er von 1860 bis 1896 in Norden, unter anderem als Organist an der Ludgerikirche
- Wilhelm Grundmann (1795–1860), Kirchenmusiker und Komponist, Hrsg. der „Vorspiele zu dem Oldenburgischen Choralbuche“, wirkte zunächst in Varel/Friesland und von 1836 bis 1860 in Norden, unter anderem als Organist an der Ludgerikirche

## H
- Hans-Dieter Haase (* 1955), deutscher Politiker (SPD) und Mitglied des Niedersächsischen Landtags
- Johann Haddinga (1934–2021), Journalist und Heimatforscher, Autor vieler Artikel und Bücher zur Norder und ostfriesischen Geschichte
- Kristin Hallenga [1985–2024], deutsch-britische Kolumnistin und Philanthropin
- Ottilie Helms (1925–2019), Hausfrau, Trägerin des Bundesverdienstkreuzes
- Johann Hillern Taaks (1821–1886), Jurist und Politiker
- Natalie Hof Ramos (* 1986), deutsche Moderatorin und Pokerspielerin
- Andreas Hoffmann (* 1971), Kulturmanager und Klassischer Archäologe
- Bernward Hoffmann (1945–2015), Bibliothekar und Hochschullehrer
- Gustav Hölscher (1877–1955), evangelisch-lutherischer Theologe
- Uvo Hölscher (1878–1963), Architekt und Ägyptologe
- Wilhelm Hölscher (1845–1911), evangelischer Theologe, zuletzt Pfarrer der Leipziger Nikolaikirche
- Frerich Hokema (1897–1984), Schriftsteller und Schauspieler
- Johann von Honart (1636–1721), Ingenieur, Kartograph und Landmesser
- Taco Hajo van den Honert (1666–1740), reformierter Theologe
- Dethard Horst (1548–1618), deutscher Rechtswissenschaftler

## I
- Mathilde Imhoff Heimatkundlerin, Trägerin des Bundesverdienstkreuzes
- Otto Ites (1918–1982), Konteradmiral der Bundesmarine, Träger des Ritterkreuzes des Eisernen Kreuzes und des Bundesverdienstordens

## J
- Jann-Peter Janssen (1945–2022), Politiker, Mitglied des Deutschen Bundestages

## K
- Peter Kimmel (1938–2021), Jurist, Richter am Bundesverwaltungsgericht
- Almuth Kook (* 1969), Fernsehmoderatorin und Buchautorin
- Marco Kutscher (* 1975), Springreiter

## L
- Wilhelm Landmann (1869–1945), deutscher Chemiker und Generaldirektor der WASAG
- Johannes Ligarius (1529–1596), evangelischer Theologe und Reformator
- Theodor Lorenz (1929–2005),  Grafiker und Heraldiker, schuf unter anderem das Wappen des Bezirks Mitte in Berlin
- Heinz Lüllmann (1924–2014), Pharmakologe und Autor

## M
- Frank Müller (* 1968), Zehnkämpfer, Leichtathletiktrainer und Fachautor
- Herbert Müller (* 1953), Maler

## N
- Meino Naumann (1938–2015), in Norden aufgewachsener freier Autor
- Hermann Christian Neupert (1801–1857), Jurist und Politiker
- Anton Nordwall (1894–1949), Arzt, Freiwirtschaftler, Stellvertretender Bürgermeister in Norden

## O
- Ilona Osterkamp-Weber (* 1976), Politikerin, Mitglied der Bremischen Bürgerschaft

## P
- Georg Peters (1908–1992), deutscher Politiker (SPD), MdB von 1949 bis 1972
- Hildegard Peters (1923–2017), Malerin und Lehrerin
- Michael Podulke (1922–1988), US-amerikanischer Maler in Ostfriesland
- Ralf-Peter Post (* 1967), deutscher Maler, Dokumentarfilmer, Figuren- und Maskenbauer

## R
- Joachim Rachel (1618–1669), deutscher Satiriker und Rektor am Ulrichsgymnasium
- Meta Rogall (1935–1994), Original, Gastwirtin und Pionierin der Jugendkultur

## S
- Georg Scheller (1895–1955), Professor für Wirtschaftswissenschaften
- Wieland Schinnenburg (* 1958), Politiker (FDP)
- Johann Schröder (1925–2007), deutscher Mathematiker
- Heiko Schwartz (1911–1973), Wasserballspieler
- Barbara Schlag (* 1951), Bürgermeisterin von Norden
- Carl Stegmann (1881–1967), Kaufmann und Reeder
- Hinrich Swieter (1939–2002), Politiker (SPD), Finanzminister Niedersachsens
- Gerardus Synellius (1470–1552), Theologe und letzter Abt des Klosters Marienthal

## T
- Heinrich Tilemann (1877–1956), evangelisch-lutherischer Theologe, Kirchenratspräsident
- Ocko II. tom Brok (1407–1435), war Häuptling des Brokmer- und Auricherlandes
- Hans Trimborn (1891–1979), deutscher Maler und Musiker aus Ostfriesland

## W
- Christof Wehking (1924–2004), Beamter und niederdeutscher Autor
- Hansfritz Werner (1894–1959), Zeichner und Bildhauer
- A. Wiard Wiards (* 1939), Maler
- Michael Johann Friedrich Wiedeburg (1720–1800), Organist, Musikpädagoge und Theologe
- Klaus-Peter Wolf (* 1954), freier Schriftsteller und Drehbuchautor